# Plastinación

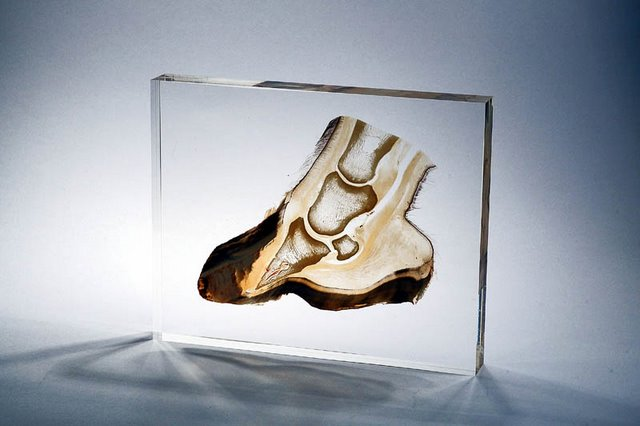
Esta pezuña patológica de caballo fue seccionada, plastinada y finalmente montada con propósitos didácticos.

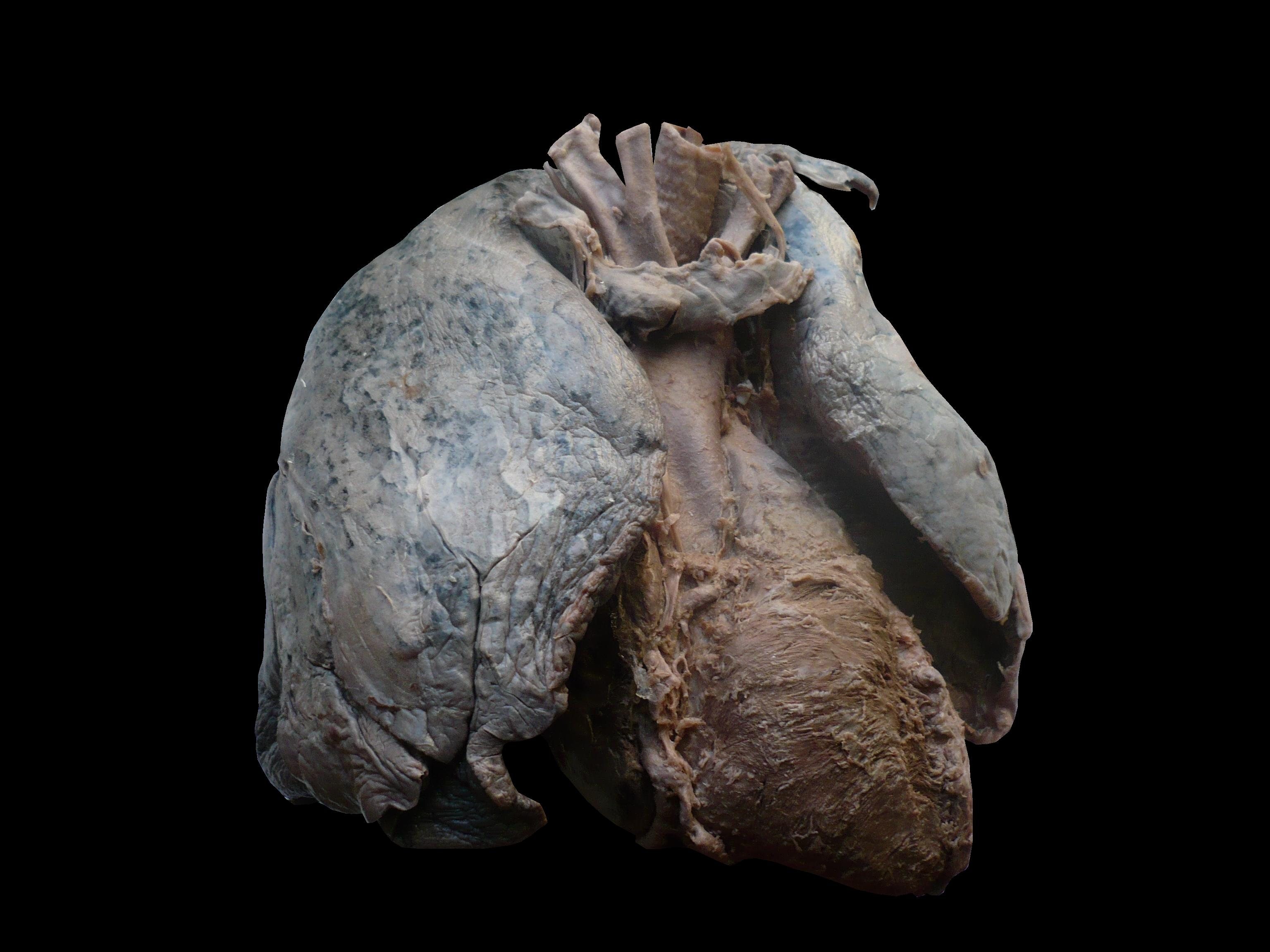
Corazón y pulmones plastinados

La plastinación es un procedimiento técnico de preservación de material biológico, creado por el artista y médico científico Gunther von Hagens en 1977, que consiste en extraer los líquidos corporales como el agua y los lípidos por medio de solventes como acetona fría y tibia para luego sustituirlos por resinas elásticas de silicona y rígidos de epóxicas.
Esta técnica presenta las siguientes ventajas: 
- No es necesario ningún sistema de conservación para especímenes plastinados, solo se han de mantener alejados de la luz solar directa y cuando no estén expuestos se han de proteger en bolsas o vitrinas.
- La coloración se aproxima a lo natural, aunque esto dependerá de la mezcla de embalsamar que se haya utilizado para conservar el tejido.
- Dota de una rigidez a las disecciones que alarga la duración de las mismas y permite mayor manipulación.

Pero, similarmente a la clonación, la técnica puede presentar inconvenientes de carácter ético, religioso y legal relativos al manejo de los cadáveres y la voluntad de la persona viva o moribunda en su decisión de plastinar su cuerpo. Sin embargo, ha tenido una muy buena aceptación por parte de la ciencia y del público y de algunos países como China, Rusia, Japón, Estados Unidos, Chile, Colombia, México y Argentina.
La finalidad de la plastinación en la conservación de material biológico es su provecho en la enseñanza de la anatomía, el conocimiento del cuerpo humano y la exhibición museográfica (véase divulgación de la ciencia).

## Proceso

### Embalsamado y disección
El primer paso del proceso involucra detener la descomposición bombeando una mezcla para embalsamamiento dentro del cuerpo, a través de las arterias. La mezcla mata todas las bacterias y detiene la descomposición de los tejidos. Aquí se utiliza instrumental de disección.

### Impregnación forzada
Este es el paso clave en el proceso de plastinación. Durante la impregnación forzada un polímero, como puede ser la silicona o el poliéster, reemplaza a la acetona. Para lograr esto, el espécimen es sumergido en una solución del polímero y colocado en una cámara de vacío.

### Plastinación laminada
En este proceso, el cuerpo se congela profundamente y se realizan cortes topográficos en el plano deseado, que varían entre 2 y 8 mm de espesor. En vez de silicona, se usa resina de poliéster (técnica P-40) o de epoxy (técnica E-12) para la impregnación y posterior inclusión de los cortes en la fase de curación. Ofrece mayores ventajas el uso de poliésteres, ya que estos no tienden a cambiar el color de los cuerpos. Hay que tener mucho cuidado y tratar de evitar rayar(con la manipulación) el molde obtenido.

### Curado (endurecimiento)
En el paso final, se busca el endurecimiento del espécimen. Según el polímero utilizado, se aplica un gas, luz o calor. La plastinación de un cuerpo entero requiere aproximadamente 1500 horas de trabajo y habitualmente tarda de 6 meses a un año en completar el proceso.